# グンバオ
グンバオ（ロシア語: ГунБао）とは、露字新聞の一つである。発行地はハルビン。元々、ソビエト連邦の援助を受けて出版された赤系の新聞であったが、中ソ紛争の際に白系に転向した。